# Ковалинская волость
Ковалинская волость (тат. قاوال ۋولىٰسىٰ, Кавал вулысы), с 1924 года Менделинская волость (тат. مەمدەل ۋولىٰسىٰ, Məmdəl vulьsь, Мәмдәл вулысы) — административно-территориальная единица в составе Казанского уезда Казанской губернии и Арского кантона Татарской АССР.
Волостное правление находилось в деревне Русско-Черемисские Ковали. На 1910-е годы граничила со Студёно-Ключинской, Каймарской, Кукморской и Ильинской волостями Казанского уезда и Сотнурской волостью Царёвококшайского уезда.
Волость возникла не позднее 1870 года в составе Казанского уезда Казанской губернии. С 1920 года в составе Арского кантона Татарской АССР. В 1924 году вместе с переносом волостного центра в Мемдель переименована в Менделинскую волость и укрупнена. В её состав вошли: собственно Ковалинская волость за исключением села Ивановского, вошедшего в Ильинскую волость, Кукморская волость, за исключением 8 селений, также отошедших к Ильинской волости и селение Большой Айбаш Студёно-Ключинской волости. В том же году селение Чапейкино передано в Звениговский кантон Марийской автономной области. В 1927 году четыре населённых пункта волости Русско-Черемисские Ковали №2, Кунгурцево, Теплый Ключ и Кленовая Гора вошли в состав Казанского района.
В 1930 году при введении районного деления на всей территории Татарской АССР упразднена, вся территория волости (Мазярский, Больше-Якинский, Грыжбайский, Чирючинский, Менделинский, Юртушский, Уразлинский, Никольский, Чувашильский, Янга-Аульский, Бишнинский, Больше-Ковалинский, Каратминский, Больше-Кульбашский, Больше-Айбашский сельсоветы) вошла в состав Дубъязского района..